# Robinson (North Dakota)
Robinson is een plaats (city) in de Amerikaanse staat North Dakota, en valt bestuurlijk gezien onder Kidder County.

## Demografie
Bij de volkstelling in 2000 werd het aantal inwoners vastgesteld op 71.
In 2006 is het aantal inwoners door het United States Census Bureau geschat op 63, een daling van 8 (-11,3%).

## Geografie
Volgens het United States Census Bureau beslaat de plaats een oppervlakte van
0,4 km², geheel bestaande uit land. Robinson ligt op ongeveer 546 m boven zeeniveau.

## Plaatsen in de nabije omgeving
De onderstaande figuur toont nabijgelegen plaatsen in een straal van 36 km rond Robinson.